# ダット・アサワリ (フリゲート)
ダット・アサワリ（Dat Assawari, F01）は、リビア海軍のフリゲート。イギリスのヴォスパー社 (Vosper & Company) のMk.7フリゲートの設計を採用している。

## 来歴
イギリスのヴォスパー社 (Vosper & Company) は、旧イギリス植民地を含む開発途上国への艦船輸出事業に期待して、1960年8月には政府から後援を受けるための交渉に着手していた。まずガーナ海軍 (Ghana Navy) がMk.1コルベット2隻を発注し、これはクロマンツェ級コルベットとして1964年より就役を開始した。リビア海軍も砲艦仕様の1隻を発注し、これは「トブルク」として1966年に竣工した。
一方、同社はこれと並行して、ガスタービンエンジン搭載の高速フリゲートの開発も行っており、1966年にはイラン帝国がMk.5フリゲート4隻を発注していた。1968年2月6日には、リビアも、同系列のMk.7フリゲート1隻を発注した。これによって建造されたのが本艦である。

## 設計
上記の経緯より、本艦はヴォスパーMk.7フリゲートの設計を採用している。これは先行してイラン海軍向けに建造された上記のMk.5フリゲート（サーム級）と同系列で、やや大型化したものであった。主機はサーム級と同様のCODOG構成で、ガスタービンエンジンは同系列のロールス・ロイス オリンパスTM2Aが搭載されたが、ディーゼルエンジンは「トブルク」と同型のパクスマン ベンチュラ16YJCMに変更された。推進器はKaMeWa社製の可変ピッチ・プロペラとされた。

## 装備
レーダーとしては、当初はプレッシー社のAWS-1が搭載されていたが、1979年からの改修の際に、RAN-12L/XおよびRAN-10Sに換装されたほか、航法用のデッカTM-1229が追加された。またIPN-10戦術情報処理装置も搭載された。
艦砲としては艦首甲板に55口径114mm単装速射砲（Mk.8 4.5インチ砲）を搭載した。また艦尾に90口径35mm連装機銃（エリコンGDM-A）を搭載したほか、対空兵器として、船首楼甲板前端部にシーキャット個艦防空ミサイルの3連装発射機が搭載されたが、こちらは1979年からの改修の際にアルバトロスの4連装発射機に換装された。
対艦兵器としてはイタリア製のオトマート艦対艦ミサイルを採用し、艦尾甲板に単装発射筒4基を設置した。対潜兵器としてはリンボーMk.10対潜迫撃砲が搭載されていた。その後、1979年からの改修の際に、A244短魚雷および324mm3連装魚雷発射管（ILAS-3）に換装された。またこの際にディオドン・ソナーも搭載された。

## 艦歴
海上公試はイギリスのポートランドで行われ、1973年秋にトリポリに回航された。その後、1979年より、ジェノヴァのCNR社において近代化改修が開始された。途中、1980年10月29日に爆弾テロによって損傷するというアクシデントもあったが、1983年3月には公試に入り、10月1日に再就役した。しかし1984年には大規模な機関修理が必要となってイタリアに戻され、1985年6月にようやくリビアに回航された。
1989年から1990年にかけて大規模修理が行われた。その後、ジェノヴァの造船所でのオーバーホールを経て、1992年にはトリポリに回航され、以後は非可動の保管状態で、係留練習艦として用いられている。